# Paulina Castillo Rodríguez
Paulina Castillo Rodríguez (Estado de México, 26 de agosto de 1977) es una pelotari mexicana. Durante el Campeonato del Mundo de Pelota Vasca de 2002, el Campeonato del Mundo de Pelota Vasca de 2006 y el Campeonato del Mundo de Pelota Vasca de 2010 ganó la medalla de oro en la especialidad de frontenis al lado de Guadalupe Hernández Encarnación.